# Auf Achse (Fernsehserie)
Auf Achse ist der Titel einer deutschen Fernsehserie der ARD. Die Serie wurde von 1978 bis 1996 gedreht und lief im Vorabendprogramm. Es wurden 86 Folgen produziert.

## Idee, Besetzung, Realisation
Eine vergleichbare amerikanische Serie über zwei Trucker, Abenteuer der Landstraße, lief in den USA von 1974 bis 1976, in der ARD ab Juni 1978. 
Die Idee zu der Fernfahrer-Serie stammt von Georg Feil, und das Projekt wurde dann zusammen mit dem Regisseur Hartmut Griesmayr sowie dem Kameramann Joseph Vilsmaier geplant und gestartet. Die Besetzung der Hauptrollen war dabei nicht einfach. Gesucht wurden zwei geeignete Schauspieler, die LKW fahren konnten. Nachdem zunächst eine andere Besetzung für die Hauptrolle des Franz Meersdonk geplant war, wurde schließlich Manfred Krug engagiert, der gerade aus der DDR in die Bundesrepublik ausgereist war. Als dessen Gegenpart Günther Willers verpflichtete man Rüdiger Kirschstein. Um das Alltagsleben der Fernfahrer möglichst realitätsnah und fehlerfrei zu zeigen, wurde eigens der erfahrene selbständige Fernfahrer Engelbert („Orient-Berti“) Teischl aus Freising als Berater für die erste Staffel engagiert. Teischl fuhr selbst regelmäßig in den Nahen Osten. Er hatte die Aufgabe, die Crew u. a. dahingehend zu instruieren, dass die Bewegungen, Abläufe und Rituale der Fernfahrer in der Serie echt aussahen. Entsprechend wurde im Konzept zu dieser Serie Wert darauf gelegt, die Länder, Menschen und Kulturen so zu zeigen, wie sie sind, weshalb die Einheimischen meist in ihrer Landessprache zu hören waren und keine Untertitel angeboten wurden. Man setzte grundsätzlich auf Statisten und oft auf Schauspieler aus dem jeweiligen Land. Bei den LKW setzte man auf Authentizität: Engelbert Teischl stellte einen Sattelzug Volvo F12 (Kennzeichen M–ET 2626) seiner Firma Tour-Trans, der in den ersten sechs Folgen zum Einsatz kam, für die Dreharbeiten zur Verfügung. Bei dem blauen Sattelzug des Typs Mercedes-Benz NG 1632 mit dem Kennzeichen M–WW 3245 handelte es sich um eine Leihgabe von Mercedes-Benz.

## Inhalt

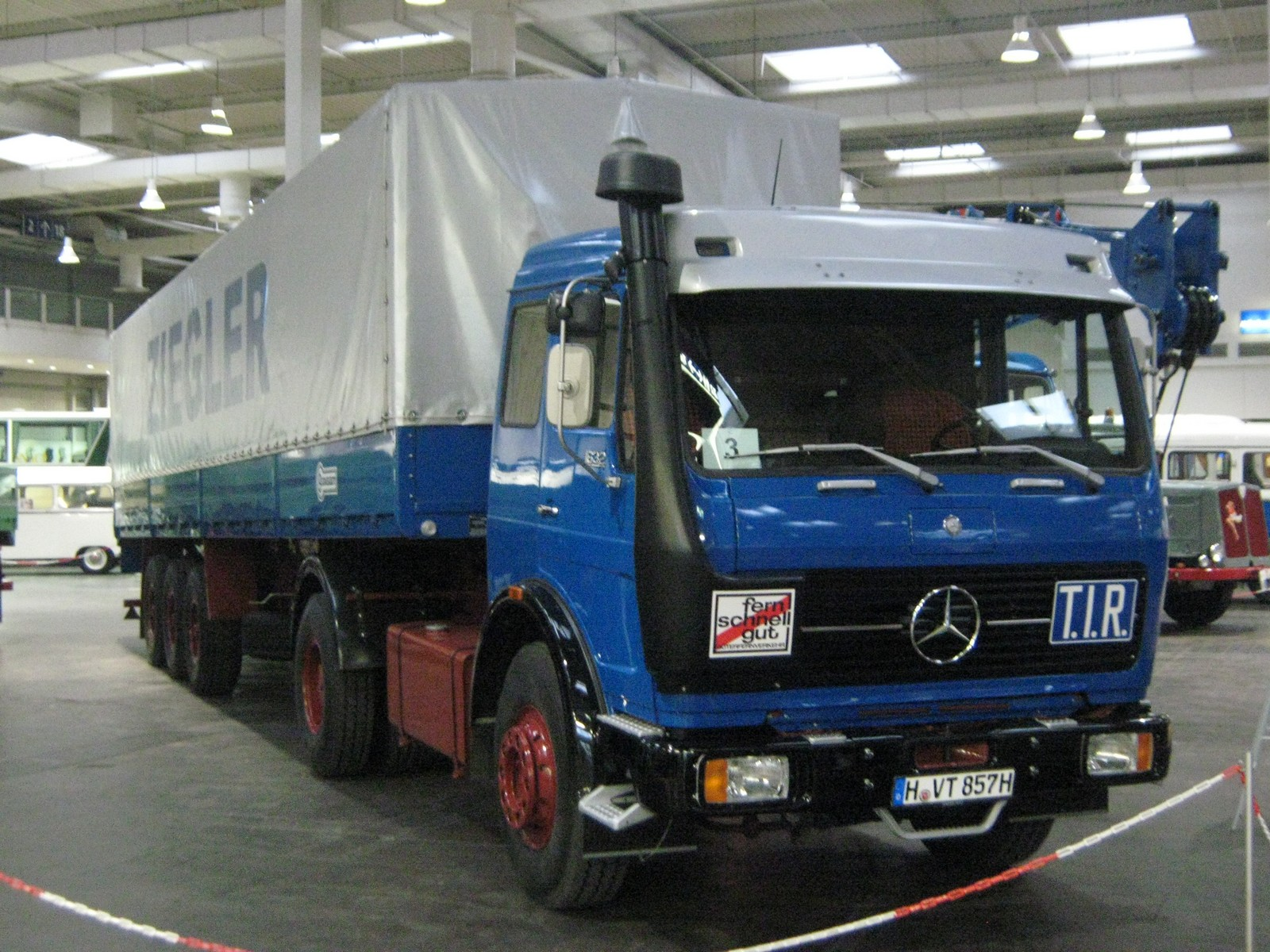
Der erste LKW von Franz Meersdonk war ein solcher Mercedes-Benz NG 1632

Der LKW-Fahrer Franz Meersdonk (Manfred Krug) arbeitet für die Münchner Spedition Mittermann und fährt hauptsächlich auf der Route Deutschland – Iran. Die Spedition wird von Sylvia Mittermann (Monica Bleibtreu) geführt, die mit Franz Meersdonk befreundet ist. Diese hat einen größeren Auftrag akquiriert und Franz als einzigen verfügbaren Fahrer und lernt den Rennfahrer Günther Willers (Rüdiger Kirschstein) kennen. Als dessen nur kurz aufstrebende Karriere sich schon wieder dem Ende zu nähern droht, überredet ihn Meersdonk, gemeinsam für die Spedition eine Terminfracht nach Teheran zu fahren. Auf ihrer Tour geht nicht alles glatt. Zuerst wird Franz’ LKW versehentlich mit einem gestohlenen verwechselt, dann macht ein Anhalter Schwierigkeiten. Kurz vor dem Ziel brennt Willers’ Zugmaschine ab. Sie bringen die Fracht zur Fähre in Volos und fahren mit Franz’ Zugmaschine heim. Die Ware wird von persischen Zugmaschinen im Iran abgeliefert, was nicht im Film zu sehen ist.
Zurück in München-Untermenzing, Behringstr. 29b, ist die Spedition dennoch bankrott und beide halten sich mit neuen Jobs über Wasser. Kurz bevor Meersdonk seine Zugmaschine verkaufen muss, kommen sie an eine neue Tour. Durch die Aufklärung eines Versicherungsbetruges in einer späteren Folge kommen beide endlich an Geld und gründen damit ihre eigene Spedition: International Transports in München.
Die teilweise zusammenhängenden Folgen spielen chronologisch an verschiedenen Schauplätzen. Griechenland, Deutschland, Tunesien, Algerien, Südafrika, Finnland/Lappland, Ungarn und Italien sind einige Schauplätze der ersten 26 Folgen. Die späteren Folgen wurden in den Niederlanden, Thailand, Polen, Österreich, Chile, Mexiko, Frankreich, Spanien und in der Türkei gedreht.
Die 5. Staffel spielt komplett in der Türkei: Willers steigt aus der Firma aus, Meersdonk geht in die Türkei und gründet dort mit Toni Teuffel eine neue Niederlassung von International Transports. Am Ende der Staffel heiratet Meersdonk die Zufallsbekanntschaft Silvia Petersen.
In den Geschichten geht es meist um Autodiebe, Frachtbetrug, dubiose Bekanntschaften und Schmuggel: Meersdonk und Willers geraten immer in irgendwelche Schwierigkeiten, aus denen sie sich selbst wieder befreien können. Immer im Bestreben, es zu etwas zu bringen, werden die gutmütigen Helden der Serie regelmäßig von korrupten Spediteuren ausgenutzt oder von anderen betrogen. So bleiben sie, was sie sind: Fernfahrer, wenn auch später mit eigener Spedition.
Meersdonk ist geschieden, hat zwei Söhne sowie eine Tochter und wirkt manchmal etwas bärbeißig. Seine trockenen Kommentare sind nie Kalauer, sondern treffsicher wie seine mitunter „ausrutschende“ Faust. Willers, ledig und gerne auf ein Abenteuer aus, kaut ständig auf Zahnstochern, seit er sich das Rauchen abgewöhnt hat. Seine Rennfahrerkarriere hat er beendet, doch seine Talente spielt er gerne aus; dabei fällt meist Meersdonk durch einen sehr flotten Fahrstil mit den Brummis auf.
Manfred Krug spielt als Meersdonk von der 1. bis zur 48. sowie von der 55. bis 73. Folge (letzte der 5. Staffel) mit; in den Folgen 49 bis 54 fährt an seiner Stelle Christoph M. Ohrt als Siegfried von Hofmeister an der Seite von Willers in der Atacamawüste an der Pazifikküste Südamerikas. Willers selbst legt gleich mehrere Pausen ein. Seinen Platz nehmen dann Schauspieler wie Kai Wiesinger als Toni Teuffel (5. Staffel), oder Franz Buchrieser als Max Kottan (div. Folgen) sowie Dieter Pfaff als Fred ein. In der vierten Staffel fährt zudem eine Frau für die Spedition International Transports, Charlotte Siebenrock, die als Ulli Müllerschön hinter dem Steuer sitzt. Walo Lüönd als Schweizer Rodriguez (Theo) Pölsterli fährt als weiterer Fahrer in mehreren Folgen mit; so ist er gemeinsam mit Meersdonk in Chile bei Valdivia und in Mexiko unterwegs, ebenso mit Willers und Meersdonk in Frankreich. In mehreren Folgen ist einer der Regisseure, Werner Masten, als LKW-Fahrer und Rallye-Fahrer dargestellt. Meret Becker als Bettina Krüger und Roberta Manfredi als Cinzia spielen im Münchener Büro der Spedition in vielen Folgen eine wichtige Rolle, besonders in der 4. Staffel.
Die letzte, sechste Staffel (ab 1996 gedreht) mit neuen Schauspielern spielt hauptsächlich in Deutschland.
Ab Folge 74 spielen Armin Rohde als Kaschinski, Markus Knüfken als Eddi, und Nele Mueller-Stöfen als Julia, die Fahrer.

## Besonderheiten
Im Gegensatz zu anderen Serien wurden in den meisten Folgen die Einheimischen nicht synchronisiert; sie sprachen stattdessen in den jeweiligen Landessprachen. Unkundige Zuschauer haben dadurch dieselben Verständigungsprobleme wie Franz Meersdonk und Günther Willers, wodurch die Serie an Authentizität gewinnt. Durch das Bild und die Antworten bzw. Fragen von Meersdonk und Willers ist jedoch auch für den sprachunkundigen Zuschauer gewährleistet, dass der Sinn der teilweise auch längeren Dialoge trotzdem zu verstehen ist. Bei den Folgen, die in Namibia, Südafrika, Mexiko und Chile spielen, wurde dies vom Drehbuch nicht mehr durchgängig beibehalten.
Ab Folge 49 wurde die Rolle des Sigi von Hofmeister neu besetzt, wobei sich nicht nur der Schauspieler, sondern auch der Charakter der Person änderte.
Da die Serie von Georg Feil erdacht und produziert wurde, fanden sich auch Anleihen aus den Schimanski-Tatorten wie Gastdarsteller (Eberhard Feik, Chiem van Houweninge u. a.) oder Titelsongs (Slap Bang in the Middle, Double Dealing) verschiedener Tatorte als Hintergrundmusik wieder.

## Dreharbeiten
Die Dreharbeiten gestalteten sich oftmals schwierig. Teilweise erteilten die Behörden der Länder, in denen gedreht werden sollte, keine Genehmigungen. So sollten z. B. die weiteren Folgen der ersten Staffel nach der 5. Folge in der Türkei spielen, was aber mangels Genehmigung nicht möglich war, so dass die Drehbücher kurzfristig umgeschrieben werden mussten. Die Verantwortlichen, allen voran Georg Feil, Regisseur Hartmut Griesmayr und Kameramann Joseph Vilsmaier mussten so während der Dreharbeiten vieles umplanen. In Amsterdam wurden mehrmals die Fahrzeuge gestohlen, und auch Krankheiten innerhalb des Teams (z. B. wegen Unverträglichkeit des Essens oder Tropenkrankheiten) behinderten die Arbeiten. Grundsätzlich waren gerade die Fahraufnahmen oft sehr schwierig und auch gefährlich zu drehen. Denn dazu mussten an die Zugmaschinen Gerüste für die Kameras angebaut werden. Am Anfang wurde sogar noch abenteuerlicher gedreht, indem sich der Kameramann während der Fahrt z. B. aufs Kabinendach legte. Ein weiteres oft gravierendes Problem stellten auch die klimatischen Bedingungen dar (z. B. Hitze und Feuchtigkeit in den Tropen, Sand und Wind in der Wüste).
Rund ein Drittel des Teams wurde jeweils an den Drehorten rekrutiert; nicht nur für Catering und Logistik, sondern in der Regel insbesondere alle Statisten und oft auch Schauspieler und teilweise sogar der Regisseur (z. B. in Chile Gustavo Graef-Marino).
Auch das Essen war nicht jedermanns Sache: Während Rüdiger Kirschstein laut eigenen Aussagen das Essen in Thailand beispielsweise sehr genoss, hatte Manfred Krug regelmäßig einen Koffer mit haltbaren Nahrungsmitteln aus Deutschland mit dabei. Dies, und auch die Tatsache, dass das Team immer für mehrere Monate auf engstem Raum untergebracht war, führten vor allem zwischen Krug und Kirschstein zu Spannungen, die schließlich zu mehreren Pausen Kirschsteins führten.

## Musik
Bei der Titelmusik der Serie handelt es sich nicht, wie u. a. im Abspann der frühen Folgen angegeben wird, um das Instrumentalstück „Theme from a non-existent TV Series“, das Elton John auf dem Album Blue Moves von 1976 veröffentlichte. Jenes Stück wurde nur als musikalische Anleihe unter die Rohschnittfassung des Trailers angelegt. Da man das betreffende Musikstück von Elton John aus lizenzrechtlichen und finanziellen Gründen nicht verwenden konnte bzw. wollte, bat man Paul Vincent Gunia, ein eigenständiges Stück in ähnlicher Manier zu komponieren, da die Schnittfolgen im Trailer bereits festgelegt waren. Aus Sicht des Urheberrechts sind beide Kompositionen separat zu betrachten. Elton John wird nach wie vor im Abspann der ersten Staffel als Komponist genannt.
Im Abspann früher Folgen der Serie ist das Gitarrenduett aus dem Song Hotel California der Band Eagles zu hören. Zudem ist J. J. Cale mit den Stücken Anyway the Wind Blows, Ride Me High und Travelin’ Light vertreten.

## Vorspann
Der Vorspann enthält bis einschließlich Folge 32, Szenen aus den ersten sechs Folgen der Serie. Danach ändert sich der Vorspann leicht, da Rüdiger Kirschstein (Günther Willers) die Serie verließ und andere Fahrer integriert wurden. Willers ist zwar neben Max Kottan und Fred noch zu sehen, als Fahrer werden Franz Meersdonk und seine Kollegen genannt. Die Stimme im Vorspann stammt vom bekannten Synchronsprecher Michael Brennicke.
Die Version für die Mexiko-Folgen (3. Staffel) unterscheidet sich nur leicht von der vorhergehenden: Willers ist verschwunden und einige neue Sequenzen wurden hinzugefügt. Sigi von Hofmeister ist nicht zu sehen.
Der Vorspann der Willers-Solo-Episoden sticht am deutlichsten heraus, da der traditionellen Titelmelodie der begleitende Sprecher fehlt und ausschließlich Szenen aus der ,Willers‘-Staffel (49–54) Verwendung finden.
Bei der 4. Staffel besteht der Vorspann wiederum hauptsächlich aus Szenen dieser Staffel, mit einigen Szenen aus den Mexiko- und den Thailand-Folgen. Es werden wieder Franz Meersdonk und Günther Willers als Fahrer genannt.
Für die letzte „echte“ Staffel werden ausschließlich Szenen der 4. und 5. Staffel verwendet. Es werden Franz Meersdonk und Toni Teuffel genannt und nur die beiden sind als Fahrer zu sehen.
Für das Remake mit Armin Rohde (Staffel 6) wird die bekannte Melodie durch das Lied Life Should Be So Easy ersetzt und außerdem der Schriftzug modifiziert.

## DVDs
Ab 2005 erschienen die Folgen auf DVD. Jede Box enthält auf 3–4 DVDs bis zu 15 Folgen. Die zweite und dritte Staffel wird in den DVD-Boxen als 1. und 2. Teil der 2. Staffel bezeichnet.
2006 erschien die sogenannte Trucker-Box mit den Staffeln 5 und 6, einer Parkscheibe, einem Schlüsselanhänger sowie einer Soundtrack-CD. 2008 erschien eine neue Box mit der gesamten Serie. Diese enthält im Gegensatz zu den Einzelboxen nicht 24, sondern nur zwölf DVDs. Dadurch wurde eine stärkere Komprimierung nötig und die Bildqualität ist entsprechend geringer. Von dieser Box erschien 2023 eine Neuauflage.

## Episoden
1. Staffel (1980)
| Folge | Titel                        | Drehorte                              | Gastauftritt                                                                           |
| ----- | ---------------------------- | ------------------------------------- | -------------------------------------------------------------------------------------- |
| 1     | Vollgas                      | Deutschland                           | Benno Hoffmann                                                                         |
| 2     | Nur eine kleine Verwechslung | Österreich, Jugoslawien, Griechenland | Hans-Georg Panczak, Tilly Breidenbach, Peter Millowitsch                               |
| 3     | Die thessalische Nacht       | Griechenland                          | Dieter Eppler, Despina Pajanou, Willy Semmelrogge, Epaminondas Sdoukos, Elisabeth Karg |
| 4     | Tommys Trip                  | Griechenland                          | Bernd Tauber                                                                           |
| 5     | Ganoven unter sich           | Griechenland                          | Herbert Fux                                                                            |
| 6     | Kolbenfresser                | Griechenland                          | Giovanni Früh                                                                          |
| 7     | Fliegender Start             | Deutschland                           | Rolf Castell, Dan van Husen                                                            |
| 8     | Eine Frau in der Koje        | Österreich, Italien, Tunesien         | Lisa Fitz                                                                              |
| 9     | Landjäger                    | Tunesien, Algerien                    | Heinz Werner Kraehkamp                                                                 |
| 10    | Lalla und Kifkif             | Tunesien                              | Hans Heinz Moser, Monika Gabriel                                                       |
| 11    | Schwarze Fracht              | Tunesien                              | Rijk de Gooyer, Arthur Brauss                                                          |
| 12    | Tödliche Dosis               | Tunesien                              |                                                                                        |
| 13    | Der Wüstenkoller             | Niger                                 | Bernd Helfrich, Alf Marholm, Rolf Zacher                                               |

2. Staffel (1983/84)
| Folge | Episode | Titel                      | Orte                 | Gastauftritt                                                                     |
| ----- | ------- | -------------------------- | -------------------- | -------------------------------------------------------------------------------- |
| 14    | 1       | Die Schlangengrube         | Niger                | Udo Thomer                                                                       |
| 15    | 2       | Hokuspokus                 | Namibia              | Dieter Kirchlechner                                                              |
| 16    | 3       | Die letzte Chance          | Namibia              | Wolfried Lier                                                                    |
| 17    | 4       | Heiße Trucks               | Südafrika, Simbabwe  | Brian O’Shaughnessy                                                              |
| 18    | 5       | Aussichtsloses Rennen      | Südafrika            |                                                                                  |
| 19    | 6       | Konvoi                     | Südafrika, Botswana  | Karl-Heinz Gierke                                                                |
| 20    | 7       | Goldsucher in Lappland     | Finnland             | Monika Lundi                                                                     |
| 21    | 8       | Pula Aika – Die Unruhezeit | Finnland             | Raphael Wilczek                                                                  |
| 22    | 9       | Eismeerstrasse 6           | Finnland             | Barbara Morawiecz                                                                |
| 23    | 10      | Um jeden Preis             | Finnland, Ungarn     | Herbert Stass, Karl Walter Diess                                                 |
| 24    | 11      | Glückssträhne              | Ungarn               | Franz Buchrieser, Karl Walter Diess                                              |
| 25    | 12      | Sizilianische Geschäfte    | Österreich, Italien  | Volker Prechtel, Guido Gagliardi, Remo Remotti, Roberta Manfredi, Ugo Fangareggi |
| 26    | 13      | Arrivederci                | Italien, Deutschland | Remo Remotti, Karl Walter Diess, Roberta Manfredi                                |

2. Staffel (2. Teil, 1987)
| Folge   | Episode | Titel                        | Orte                                | Gastauftritt                                                                    |
| ------- | ------- | ---------------------------- | ----------------------------------- | ------------------------------------------------------------------------------- |
| 27      | 1       | Mimi                         | Niederlande, Deutschland            | Nada van Nie                                                                    |
| 28      | 2       | Rotterdam Connection         | Niederlande                         | Jaap Stobbe, Jérôme Reehuis                                                     |
| 29      | 3       | Thai-Teak                    | Thailand                            | Hidde Maas, Drew Lucas                                                          |
| 30      | 4       | Grenzfälle                   | Thailand, Birma                     | Bob Theriault                                                                   |
| 31      | 5       | Prost Neujahr                | Thailand                            |                                                                                 |
| 32      | 6       | Franz im Glück               | Thailand                            | Hidde Maas                                                                      |
| Special | Special | Auf Achse in Asien           |                                     |                                                                                 |
| 33      | 7       | Einmal gerade – einmal krumm | Deutschland, Polen                  | Leonard Lansink, Klaus Abramowsky, Jan Groth, Waldemar Wichlinski               |
| 34      | 8       | Felix Austria                | Polen, Tschechoslowakei, Österreich | Jan Fedder, Evelyn Engleder, Georg Marischka, Herta Boehm                       |
| 35      | 9       | Wasser für Santa Margarita   | Deutschland, Chile                  | Bernd Stephan, Tayfun Bademsoy, Klaus Abramowsky, Renate Muhri, Petra Drechsler |
| 36      | 10      | Pech im Spiel                | Chile                               | Tayfun Bademsoy                                                                 |
| 37      | 11      | Agentenbluff                 | Chile                               | Erich Bar, Despina Pajanou, Herb Andress                                        |
| 38      | 12      | Duell in Eldorado            | Chile                               | Peter Sattmann, Cristián Campos                                                 |
| 39      | 13      | SOS Esmeralda                | Chile                               | Fred Parnes                                                                     |
| 40      | 14      | Willkommen in Humberstone    | Chile                               | Shlomit Baytelman                                                               |
| 41      | 15      | Wer einmal lügt …            | Chile, Deutschland                  | Walo Lüönd                                                                      |
| Special | Special | Auf Achse in Lateinamerika   |                                     |                                                                                 |

3. Staffel (1989)
| Folge   | Episode | Titel                        | Orte                | Gastauftritt                                    |
| ------- | ------- | ---------------------------- | ------------------- | ----------------------------------------------- |
| 42      | 1       | Mexikanische Verhältnisse    | Deutschland, Mexiko |                                                 |
| 43      | 2       | Kampfstiere nach Santa Maria | Mexiko              | Roger Cudney                                    |
| 44      | 3       | Schmutzige Steine            | Mexiko              |                                                 |
| 45      | 4       | Wettfahrt mit dem Tod        | Mexiko              | Eva-Maria Bendig, Walo Lüönd                    |
| 46      | 5       | Toller Tausch                | Mexiko              | Tilo Prückner, Bruno Schwebel, Walo Lüönd       |
| 47      | 6       | Im Urwald vermißt            | Mexiko              | Tilo Prückner, Christine Zierl                  |
| 48      | 7       | Reporter des Regenbogens     | Mexiko              | Klaus Wennemann, Lene Beyer                     |
| Special | Special | Auf Achse in Mexiko          | Mexiko              |                                                 |
| 49      | 8       | Riskante Geschäfte           | Chile, Deutschland  | Wolfgang Reichmann                              |
| 50      | 9       | In letzter Minute            | Chile, Deutschland  | Gunter Berger, Walter Fitz, Viviane Vives       |
| 51      | 10      | Der Fluch der Mumie          | Chile               | Wolfgang Reichmann                              |
| 52      | 11      | Die Oase                     | Chile               | Fritz Bachschmidt, Gunnar Möller, Eberhard Feik |
| 53      | 12      | Abenteuer in Valparaiso      | Chile               | Angelika Bartsch                                |
| 54      | 13      | Elisa                        | Chile               | Robert Giggenbach, Lorene Prieto                |
| Special | Special | Zehn Jahre „Auf Achse“       |                     |                                                 |

4. Staffel (1991)
| Folge | Episode | Titel                          | Orte                             | Gastauftritt                                               |
| ----- | ------- | ------------------------------ | -------------------------------- | ---------------------------------------------------------- |
| 55    | 1       | Willers Rückkehr               | Spanien, Deutschland, Frankreich | Sabine Postel, Mogens von Gadow, Lutz Reichert, Martin May |
| 56    | 2       | Meersdonks Sohn                | Spanien, Deutschland             |                                                            |
| 57    | 3       | Ulli                           | Spanien, Deutschland, Frankreich |                                                            |
| 58    | 4       | Fahrerflucht                   | Frankreich                       | Chiem van Houweninge, Walo Lüönd                           |
| 59    | 5       | Fahrt dem Teufel die Hörner ab | Spanien                          | Hermann Treusch, Remo Remotti, Walter Tschernich           |
| 60    | 6       | Der Duft der Wüste             | Spanien                          | Rolf Zacher, Martina Gedeck                                |
| 61    | 7       | Doppel-Spiel                   | Deutschland, Türkei              | Hannelore Elsner                                           |
| 62    | 8       | In der Höhle der Löwen         | Türkei, Deutschland              | Peter Moucka, Andreas Borcherding, Jan Bergrath            |
| 63    | 9       | Paulas Geheimnis               | Türkei                           | Cécile Kotte                                               |
| 64    | 10      | Blinder Passagier              | Türkei                           | Birol Ünel                                                 |
| 65    | 11      | Musa und Marie                 | Türkei, Deutschland              | Birge Schade, Uwe Ochsenknecht                             |
| 66    | 12      | Ein Rivale aus alten Tagen     | Türkei, Deutschland              | Nicolas Brieger, Udo Weinberger                            |

5. Staffel (1993)
| Folge   | Episode | Titel                   | Orte   | Gastauftritt                                        |
| ------- | ------- | ----------------------- | ------ | --------------------------------------------------- |
| 67      | 1       | Unheimliche Fracht      | Türkei | Henrik Lauerwald, Joe Bausch                        |
| 68      | 2       | Babyface                | Türkei | Bruno Eyron, Uwe Rohde                              |
| 69      | 3       | Goldsöhnchen            | Türkei | Oliver Hasenfratz, Alexander Wachholz               |
| 70      | 4       | Irrfahrt                | Türkei | Jochen Nickel                                       |
| 71      | 5       | Lilly                   | Türkei | Sharon Brauner                                      |
| 72      | 6       | Spielerinnen            | Türkei | Barbara Rudnik, Claudine Wilde, Joachim Siebenschuh |
| 73      | 7       | Happy End               | Türkei | Regina Nowack                                       |
| Special | Special | Erinnerungen der Macher |        |                                                     |

6. Staffel (1996)

Vorspanntitel 1996

Ab der 6. Staffel stehen nicht mehr Franz Meersdonk und Günther Willers im Mittelpunkt, sondern der von Armin Rohde gespielte Kaschinski sowie der von Markus Knüfken gespielte Eddi. Die Titelmusik und Machart der Serie weichen ebenfalls ab.
| Folge | Episode | Titel                         | Orte                     | Gastauftritt                                                                 |
| ----- | ------- | ----------------------------- | ------------------------ | ---------------------------------------------------------------------------- |
| 74    | 1       | Überraschung in Rotterdam     | Deutschland, Niederlande | Claude-Oliver Rudolph, Else Quecke                                           |
| 75    | 2       | Pulverfaß                     | Deutschland              | Wilfried Hochholdinger                                                       |
| 76    | 3       | Ab nach Kassel                | Deutschland              | Else Quecke                                                                  |
| 77    | 4       | Racing Bull                   | Deutschland, Belgien     | Friedrich Karl Praetorius, Gerd Körber                                       |
| 78    | 5       | Nichts als Ärger mit dem Kind | Deutschland, Niederlande | Sheri Hagen, Nico van der Knaap                                              |
| 79    | 6       | Schwarze Ladung               | Deutschland              | László I. Kish                                                               |
| 80    | 7       | Falsche Freunde               | Deutschland              | Dirk Dautzenberg, Ralf Richter                                               |
| 81    | 8       | Wo die Liebe hinfährt         | Deutschland              | Ralph Herforth                                                               |
| 82    | 9       | Ohne eins Spiel zwei          | Deutschland              | Joe Bausch                                                                   |
| 83    | 10      | Menschenhandel                | Deutschland              | Mirjam Wiesemann                                                             |
| 84    | 11      | Bel Ami                       | Deutschland              | Hans-Joachim Grubel, Udo Jolly, Anka Baier, Dieter Schaad, Andreas Wimberger |
| 85    | 12      | Lisa und der Pumuckl          | Deutschland              | Gernot Duda, Sophie Pflügler, Guido Hoegel, Wookie Mayer, Karlheinz Lemken   |
| 86    | 13      | Viehdiebe                     | Deutschland              | Dominique Lorenz, Andreas Borcherding, Stefan Maaß, Elke Krieg               |

Anmerkungen
1. ↑  fernsehserien.de  und IMDb geben als Jahr der Erstausstrahlung 1980 (September bis Dezember) an. Die Dokumentation Zehn Jahre „Auf Achse“ erschien 1990, was ebenfalls für eine Erstausstrahlung 1980 spricht. In Manfred Krug: MK Bilderbuch und Heiko R. Blum: Manfred Krug – Sein Leben – seine Filme (kurz: Blum) wird hingegen 1978 als Jahr der Erstausstrahlung genannt, entspricht aber dem Beginn der Produktion.
2. ↑  Blum, IMDb und fernsehserien.de ordnen die entsprechenden Episoden der 2. Staffel zu. fernsehserien.de und IMDb geben als Jahre der Erstausstrahlung 1983 bis 1984 an. Im DVD-Booklet, wo diese Episoden als 1. Teil der 2. Staffel bezeichnet werden, gibt man für die Episoden 1986/87 als Jahre der Erstausstrahlung an. Im Abspann werden die Produktionsjahre 1982/83 genannt.
3. ↑  Die Dokumentation zur Staffel Auf Achse in Mexiko entstand 1989. Im Spezial wird außerdem erwähnt, dass die Folgen 1988 gedreht wurden. Die DVD-Veröffentlichung ordnet diese Folgen der 3. Staffel zu. Im DVD-Booklet werden ebenfalls 1989/90 als Jahre der Erstausstrahlung genannt. IMDb und Blum geben hingegen 1987 an, zählen die Episoden 40 und 41 aber ebenfalls zur 3. Staffel.
4. ↑  IMDb gibt 1992 und Blum 1991 als Jahr der Erstausstrahlung an. Das DVD-Booklet nennt hingegen 1990/91 und ordnet diese Episoden der 4. Staffel zu.
5. ↑  IMDb gibt 1993 und Blum 1992 als Jahr der Erstausstrahlung an. Das DVD-Booklet nennt hingegen 1993/94 und ordnet diese Episoden der 5. Staffel zu.